# Schwenningen (Baviera)
Schwenningen è un comune tedesco di 1 468 abitanti, situato nel land della Baviera.